# Perceval ou le Conte du Graal
Pour les articles homonymes, voir Perceval (homonymie).
Perceval ou le Conte du Graal est le cinquième roman de Chrétien de Troyes. Sa date de composition est inconnue mais elle est souvent placée vers 1180 bien que d'autres médiévistes placent cette date en 1190. Le roman est dédié au protecteur de Chrétien,  le comte de Flandre Philippe et raconte l'histoire de Perceval, jeune homme devenu depuis peu un chevalier redoutable, ayant pour but la quête du Graal.
Chrétien de Troyes affirme avoir composé son texte d'après un manuscrit fourni (« baillé » dans le texte) par le comte Philippe. Le « conte », « roman » ou « poème » relate les aventures et les épreuves de plus en plus complexes affrontées par le jeune chevalier Perceval durant sa première partie, puis il s'intéresse à celles de messire Gauvain. Le roman se termine abruptement après 9 000 vers, manifestement incomplet. L'œuvre, restée inachevée, nous est connue par quinze manuscrits ou fragments. Par la suite, d'autres auteurs ont ajouté jusqu'à 54 000 vers (voir ci-dessous, « Continuations »). Perceval est le premier texte où il est fait mention du Graal.

## Résumé

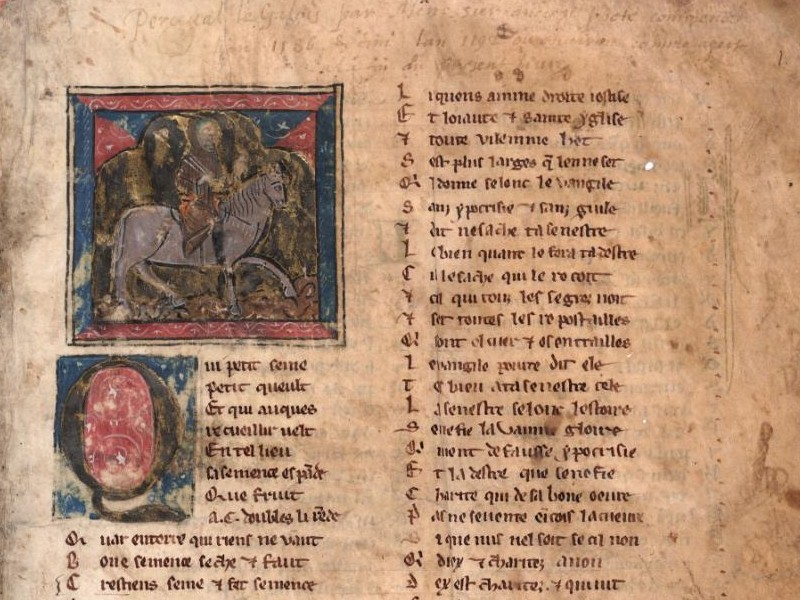
Départ de Perceval, Manuscrit de Montpellier

Après la mort de son mari et de ses deux fils, une femme se cache dans une forêt du Pays de Galles avec son dernier enfant, « Percevaus » (Perceval), et essaie, pour le préserver, de l'élever loin de la civilisation dans l'ignorance complète du monde et de la chevalerie meurtrière. Malgré toutes les précautions de la mère, Perceval rencontre un jour un groupe de chevaliers portant des armures brillantes. Il en est si enthousiaste qu'il décide de quitter aussitôt le refuge et sa mère, malgré les supplications de celle-ci, qui est persuadée que Perceval se fera tuer au cours de ses aventures. Sa mère lui prodigue tout de même des conseils essentiels : rendre service aux dames et aux damoiselles, ne pas aller plus loin que le baiser avec ces dernières, demander le nom des chevaliers dont il croisera le chemin et, finalement, aller dans les églises prier Dieu. Le jeune homme se rend ensuite à la cour du Roi Arthur à Carduel, où une jeune fille lui prédit un grand avenir, malgré les railleries de Keu le sénéchal.
Perceval s'est fait remarquer par la rusticité de ses manières ; cependant, il sort vainqueur de son premier combat et s'empare de l'armure de son adversaire, le Chevalier Vermeil.
« Gurnemanz de Goorz » (Gornemant de Goort), un vieux chevalier expérimenté, prend Perceval sous sa protection et lui enseigne les manières courtoises. Il lui apprend aussi les vertus chevaleresques : épargner un adversaire vaincu, montrer de la retenue dans le discours, protéger les dames et fréquenter les églises. Grâce à sa noble origine et à son ardeur, Perceval fait de rapides progrès et il peut bientôt voler de ses propres ailes. Très tôt dans le récit, deux personnages à la figure de mentor instaurent donc déjà l'importance du thème de la piété.
Il s'en va donc à l'aventure et conquiert par sa beauté et son courage « Blancheflor » (Blanchefleur) qui devient son amie. Perceval insiste pour partir parce qu'il veut voir si sa mère est toujours en bonne santé, mais il promet de revenir et d'épouser Blanchefleur après.
Après maintes péripéties, un soir qu'il cherchait un gîte, Perceval est reçu par le « Roi Pescheor » (Roi Pêcheur). Des valets l'habillent d'écarlate et l'introduisent dans une vaste salle carrée au milieu de laquelle gît, à demi couché sur un lit, un homme vêtu de zibeline.
Pendant que Perceval s'entretient avec lui, il est témoin d’un spectacle étrange : un valet qui tient une lance resplendissante de blancheur s'avance. « À la pointe du fer de la lance perlait une goutte de sang et jusqu'à la main du valet coulait cette goutte vermeille ». Deux autres valets suivent avec des chandeliers en or. Puis vient une belle jeune fille richement parée. Elle porte un Graal d'or pur orné de pierres précieuses. Chrétien de Troyes souligne : « Il vint alors une si grande clarté que les chandelles perdirent la leur, comme les étoiles quand le soleil ou la lune se lève ». Une autre jeune fille porte un tailloir ou plateau en argent. L'étrange cortège va d'une pièce à l'autre tandis qu'on prépare un splendide souper. À chaque plat, le cortège réapparaît avec le Graal, sans que les assistants semblent y faire attention. Bouleversé et intrigué, Perceval se demande à qui s'adresse le service du Graal. Cependant, il n'ose pas poser la question, car il se souvient des conseils de Gornemant qui lui a recommandé de réfléchir avant de parler et de ne pas poser de questions indiscrètes. Après le repas, le châtelain, qu'un mal mystérieux semble ronger, se fait porter dans sa chambre par quatre serviteurs. Perceval s'endort à son tour. Se réveillant à l'aube, il trouve le château vide. Actionné par des mains invisibles, le pont-levis s'abaisse devant lui. Perceval reprend la route, mais il est bien décidé à élucider le mystère et surtout à retrouver un jour le Graal. Perceval erre pendant un certain temps avant de rejoindre le campement du roi Arthur, où il reste pensif devant trois gouttes de sang dans la neige qui lui rappellent le doux visage de son amie, Blanchefleur.
Peu de temps après, une « demoiselle hideuse », telle qu’on en voit dans les légendes celtiques, arrive à la cour et reproche à Perceval de ne pas avoir interrogé son hôte à propos du Graal, car la question aurait eu le pouvoir de guérir le roi blessé et en même temps de lever la malédiction qui pesait sur ses terres.
La partie suivante du roman est consacrée au meilleur chevalier d'Arthur, Gauvain, défié en duel par "Guinganbreisil" (Guigambrésil), un chevalier qui prétend que Gauvain a tué son seigneur et qui lui demande de lui rapporter la Lance qui saigne avant la fin de la prochaine année pour que leur duel puisse avoir lieu. Gauvain sert en même temps de contraste et de complément à la naïveté de Perceval et ses aventures nous présentent un chevalier courtois qui doit agir dans des situations contraires à la courtoisie.

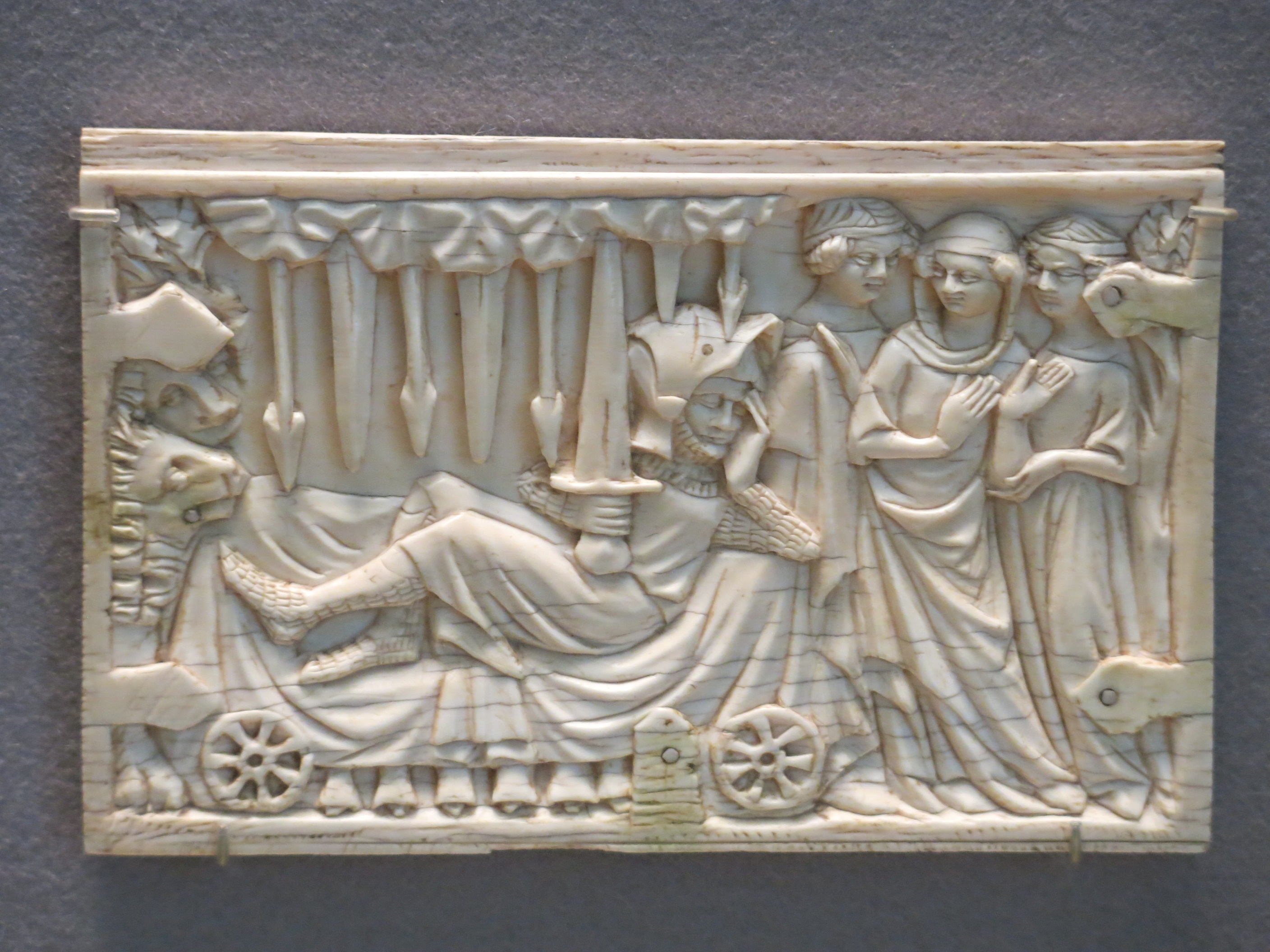
Gauvain et l'épreuve du « Lit Périlleux » (ou « Lit de la Merveille »), scène sculptée sur un panneau de coffret, vers 1340-1350) (collection du Musée du Louvre).

Les aventures de Gauvain le conduisent à un château gouverné par trois femmes : une reine, sa fille et sa petite-fille. Après avoir réussi l'épreuve du « Lit de la Merveille », Gauvain apprend qu'il s'agit en fait d'Ygerne, la mère d'Arthur, de l'épouse du roi Loth, sa propre mère, et de Clarissant, qui est donc sa sœur. Une demoiselle demande à Gauvain de franchir le Gué périlleux pour elle pour prouver sa valeur. Gauvain réussit à le franchir, au grand dam de la demoiselle, qui voulait qu'il s'y noie. Gauvain y fait la rencontre d'un chevalier nommé le Guiromelant, qui est amoureux de Clarissant et qui demande à Gauvain de lui donner un anneau en gage de son amour pour elle. C'est lui qui apprend à Gauvain l'identité des trois dames du château. Cependant, quand Gauvain révèle son identité au Guiromelant, celui-ci le provoque en duel parce que le père de Gauvain a tué le père du Guiromelant et il demande vengeance. Le Guiromelant, néanmoins, ne porte aucune arme à ce moment et demande à Gauvain que le duel ait lieu sept jours plus tard, et qu'entre temps il fasse mander le roi Arthur et sa suite pour qu'ils puissent assister au déshonneur de sa défaite.
Il n'est plus fait mention de Perceval que brièvement avant la fin de la partie achevée par Chrétien de Troyes : Après cinq années d'errance où Perceval terrasse tous les chevaliers qu'il trouve sur son passage, celui-ci croise une procession de pèlerins qui lui demandent pourquoi il est en armes dans la forêt le jour du Vendredi saint. Perceval réalise alors avec horreur qu'il a oublié de prier Dieu durant ces cinq années, où il n'a jamais mis le pied dans une église. Les pèlerins l'envoient voir un ermite, qui est un oncle de Perceval et qui lui prescrit une pénitence pour ses péchés, le premier de ceux-ci ayant été le fait qu'il ait fait mourir sa mère de chagrin en partant pour la cour du roi Arthur au début de ses aventures. L'ermite lui apprend que c'est à cause de ce premier péché qu'il a échoué à l'épreuve du Graal. L'ermite apprend également à Perceval que l'homme à qui l'on faisait le service du Graal chez le Roi Pêcheur est son oncle aussi et qu'il est maintenu en vie par les hosties issues du Graal depuis quinze années.

Après les sages conseils de l'oncle ermite adressés à Perceval, l'intrigue revient à Gauvain. Le texte inachevé se termine alors sans être revenu à Perceval et il s'interrompt au moment où un messager arrive à la cour du roi Arthur pour requérir sa présence au combat que Gauvain devait mener contre le Guiromelant.

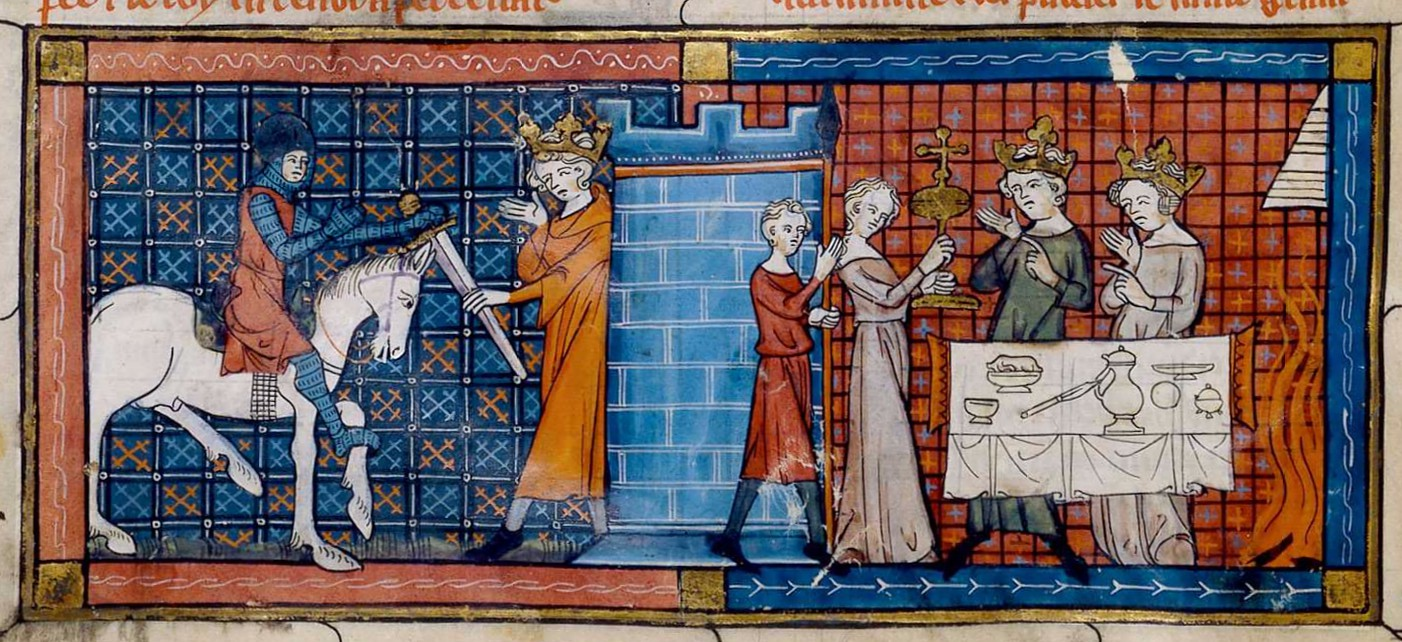
Perceval recevant une épée du roi Pêcheur

## Texte

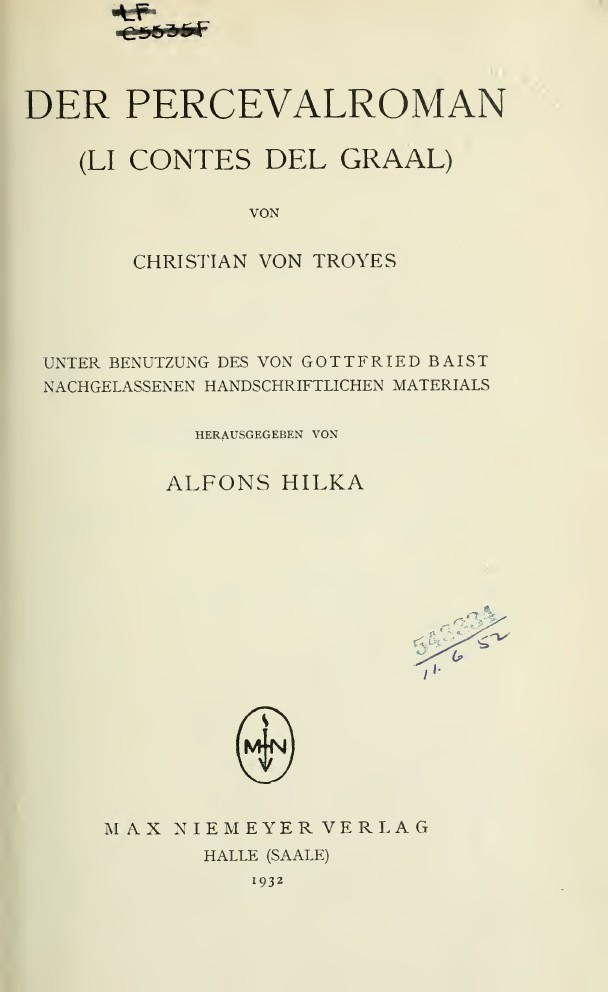
Le Roman de Perceval, édition critique de Wendelin Foerster et Alfons Hilka, 1932

Le roman de Perceval est conservé dans quinze manuscrits : sept sont à la Bibliothèque nationale de Paris, deux à Londres et un manuscrit dans chacune des villes de Florence, Berne, Montpellier, Mons, Clermont-Ferrand, et Édimbourg. Alfons Hilka, Alexandre Micha et Margot van Mulken ont tenté de dresser un stemma permettant de voir quels sont les liens de filiation que l'on pourrait établir entre eux.

## L’influence de Perceval
Quoique Chrétien ne l’ait pas achevé, son roman a exercé une énorme influence sur le monde littéraire du Moyen Âge. Perceval a fait connaître le Saint Graal à une Europe enthousiaste et toutes les versions de l’histoire du Graal remontent à lui directement ou indirectement. La plus célèbre des versions issues de Chrétien de Troyes est le Parzival de Wolfram von Eschenbach, l'une des plus grandes œuvres littéraires de l’Allemagne médiévale. L'œuvre de Wolfram a inspiré deux opéras à Richard Wagner : Parsifal et, de façon moins directe, Lohengrin. Un autre personnage dérivé de Perceval est le Gallois Peredur, fils d’Efrawg, héros d’un des trois romans gallois associés au Mabinogion.

### Continuations duConte du Graal
Au moins quatre poètes ont repris l'histoire là où Chrétien l’avait laissée et ont essayé de la conduire jusqu’au bout. Toutefois, le nombre exact de personnes ayant intervenu sur les textes est plus élevé étant donné les trois versions existantes de la Première continuation.

#### Première Continuation
La Première Continuation a ajouté au roman de 9 500 à 19 600 vers, selon les versions. Elle a été autrefois attribuée à Wauchier de Denain et c’est pourquoi on l’appelle parfois encore Pseudo-Wauchier. Il est probable que la première version de ce texte ait été composée par plusieurs auteurs. Il existe une version courte, une longue et une mixte. La courte est la plus ancienne et la plus détachée du texte de Chrétien. La version longue aurait été composée par la suite et la version mixte est une composition hybride entre les deux autres versions. Roger Sherman Loomis croyait que cette continuation représentait la vraie tradition du Graal, qui aurait été sensiblement différente de la représentation qu'en a donné Chrétien[réf. nécessaire]. Cette Première Continuation reprend l'histoire sans interruption directement là où Chrétien l'a laissée et est centrée sur les aventures de Gauvain et d'autres chevaliers de l'univers arthurien. Toutes les versions comportent six « branches » plus ou moins reliées et qui seraient inspirées de contes indépendants préexistants à la composition de cette continuation : « Guiromelant » (qui termine l'épisode amorcé dans le livre de Chrétien), « Brun de Branlant » (qui raconte une guerre du roi Arthur contre un vassal rebelle), « Caradoc » (qui raconte l'histoire de Caradoc Briebras, qui est le fils illégitime d'un enchanteur qui a dupé le roi Caradoc de Vennes pour coucher avec sa femme, Dame Ysaive), « Castel Orgueilleux » (qui raconte un tournoi entre les gens d'un château et ceux du roi Arthur), « Gauvain au château du Graal », puis « Guerrehet » (qui raconte comment Guerrehet (souvent appelé Gaheris) a été humilié par un petit chevalier lorsqu'il a osé entrer dans un jardin par une fenêtre sans y avoir été invité). Comme cette continuation ne retourne pas aux aventures de Perceval et que Gauvain ne réussit pas l'épreuve du Château du Graal, elle ne propose pas de fin à proprement parler pour le texte de Chrétien.
La version longue intercale plusieurs épisodes supplémentaires dans le fil du texte, surtout dans la première branche et la troisième. Certains de ces épisodes reviennent sur les événements du Conte du Graal. Certains médiévistes y ont vu une volonté par le rédacteur de cette version de corriger les lacunes de la version courte, qui laisse en plan la promesse de Gauvain de secourir la demoiselle de Montesclaire, acquérir l'Épée au Baudrier fabuleux et ramener la Lance qui Saigne aux fils du roi d'Escavalon.

#### Deuxième Continuation
Peu de temps après la composition de la Première Continuation, un autre auteur a ajouté 13 000 vers à l’ensemble. Cette section aussi a été attribuée à Wauchier de Denain et pourrait bien, elle, être de lui. Cette continuation intègre une aventure importante au cours de laquelle Perceval entreprend de séduire la dame du château à l'Échiquier magique, contre lequel il perd plusieurs parties. La dame lui demande de partir chasser un cerf blanc pour elle, en emportant avec lui son chien, qu'il doit éventuellement lui ramener, s'il veut obtenir ses faveurs. À travers cette quête, Perceval croise des personnages et des aventures laissées en plan dans le Conte du Graal. À la suite de ces aventures, Perceval retourne encore une fois au château du Graal pour réparer une épée brisée. Selon la continuation lue plus loin, cette entreprise de Perceval se solde soit par une réussite (Troisième Continuation) soit par un échec (Quatrième Continuation).

#### La continuation de Gerbert (Quatrième Continuation)
17 000 vers ont été ajoutés par cette continuation. L'auteur, d'habitude identifié comme Gerbert de Montreuil, a composé sa version indépendamment de Manessier, mais vers la même époque, probablement tout juste avant ce dernier. Il avait probablement écrit une fin, malheureusement supprimée dans les deux copies subsistantes, qui insèrent ce texte présumé incomplet – mais encore de longueur respectable – entre la Deuxième Continuation et celle de Manessier. Gerbert essaie de se rattacher aux finales des manuscrits laissées par Chrétien et par les autres auteurs, et l'influence de Robert de Boron y est sensible. Il est remarquable que Gerbert ait inclus dans son récit un épisode complet de Tristan qui n'existe nulle part ailleurs.

#### La continuation de Manessier
La continuation de Manessier (appelée aussi Troisième continuation parce qu'elle aurait été composée avant celle de Gerbert) a ajouté 11 000 vers et un dénouement. Manessier a fondu ensemble un grand nombre de fins imprécises venant des auteurs précédents et il a inclus plusieurs épisodes pris dans d’autres œuvres, en incluant la Joie de la Cour, une aventure d’Erec de Chrétien de Troyes et la mort d’Énide et de Calogrenant telle qu’on la raconte dans la partie consacrée à la Queste del Saint Graal dans le cycle du Graal de Lancelot. Le conte se termine avec la mort du Roi Pêcheur et la montée de Perceval sur son trône. Après sept ans de règne, Perceval s’en va mourir dans les bois, et Manessier suppose qu’il emporte avec lui au ciel le Graal, la Lance et le Plat d’argent.

## Analyse
Dans le roman apparaît une critique de la chevalerie, non pas dans son idéal, mais dans ce qu'elle devient dans la réalité. Chrétien oppose une chevalerie rêvée et une activité réelle qui devient un moyen d'obtenir la gloire. Alors que le chevalier doit faire le bien sans espérer d'honneur — et celui-ci s'imposera de lui-même par la suite — les personnages des romans de Chrétien cherchent la gloire, et la défense de l'opprimé n'est plus une fin mais un moyen. Cette adhésion à la superficialité de la chevalerie réelle amène Perceval, lorsqu'il est en présence du roi Pêcheur et du Graal, à ne pas suivre son désir de poser la question sur ce qu'est le Graal et à ne pouvoir amener la guérison du roi.

### Interprétations
Selon Philippe Jouët, l’épisode central de la présentation du Graal et des questions que Perceval n’a pas posées seraient la trace d’un verbal contest de passage de l’année. Le roi méhaigné représentant un cycle temporel et politique à son déclin et le Graal un récipient nourricier lié à la partie diurne de l’année. La faute de Perceval serait alors de ne pas avoir su assurer le renouvellement du cycle et symboliquement le rétablissement du Roi pêcheur et de sa terre.

### Éditions critiques
- Keith Busby, Le Roman de Perceval ou Le Conte du Graal : Edition critique d'après tous les manuscrits, Tübingen, Niemeyer, 1993, 583 p. (ISBN 978-3-11-092243-1, lire en ligne).
- Perceval le Gallois : ou, Le conte du Graal  (trad. Manessier, Charles Potvin), Mons, Dequesne-Masquillier, 1866, 376 p. (lire en ligne).

### Iconographie
- Série : Manuscrit de Perceval, Bibliothèque de la Faculté de Médecine, Montpellier, H249 24 enluminures. BIUM Montpellier, collections numérisées
- Exposition BnF, Manuscrits Français 12577 et Dossier